# Moltxànovo
Moltxànovo (en rus: Молчаново) és un poble de l'óblast de Saràtov, a Rússia, segons el cens del 2010 tenia 62 habitants. Pertany al districte municipal de Rtísxevo.